# Еникеево (Абзелиловский район)
Енике́ево, также Енике́й (баш. Йәнекәй) — деревня в Абзелиловском районе Республики Башкортостан, относится к Баимовскому сельсовету.

## Географическое положение
Расположена в устье реки Бизгинды (приток реки Малый Кизил).
Расстояние до:
- районного центра (Аскарово): 74 км,
- центра сельсовета (Баимово): 7 км,
- ближайшего остановочного пункта (Муракаево): 7 км.

## История
25 ноября 1833 года по предписанию военного губернатора 15 башкирских семей деревни Балапаново (ныне Новобалапаново) Кубелякской волости Верхнеуральского уезда основали новую деревню, куда переехали и сыновья Балапана юртовый старшина Магадий, Кадырмат, Аптряш, Губайдулла. Из Абзакова было переселено 4 семьи. Среди них, 60-летний Еникей Салимов и его дети Мухаметкарим, Гумер, Хасан, Хусаин, Мухаметшариф, Загретдин, Лапук.

## Происхождение названий
Основана на собственных землях по предписанию военного губернатора в 1833 году под названием Яникеево. (Асфандияров А. З. ЕНИКЕЕВО // Башкирская энциклопедия / гл. ред. М. А. Ильгамов. — Уфа : ГАУН РБ «Башкирская энциклопедия», 2015—2024. — ISBN 978-5-88185-306-8. (Еникеево).
С 1920‑х гг. современное название от башкирского личного имени баш. Йәнекәй (рус. Еникей).

## Население
В 1866 в 25 дворах проживало 169 человек, в 1900 — 186 чел.; 1920 — 379; 1939 — 174; 1959 — 194; 1989 — 275; 2002 — 301; 2010 — 293 человека.
| 1968 | 2002 | 2009 | 2010 |
| ---- | ---- | ---- | ---- |
| 311  | ↘301 | ↗334 | ↘293 |

Согласно переписи 2002 года, преобладающая национальность — башкиры (100 %).

## Инфраструктура
Есть начальная школа (филиал Новобалапановской средней школы).
Была мечеть.
С момента основания занимались скотоводством, земледелием.
Действует фельдшерско‑акушерский пункт, клуб.